# Hartmann II del Liechtenstein
Hartmann II del Liechtenstein (Valtice, 6 aprile o 6 maggio 1544 – Lednice, 5/11 ottobre 1585 o 1595) è stato un nobile boemo.
Un barone a sé stante, Hartmann II von Liechtenstein era il padre di Karl, Gundaker e Maximilian von Liechtenstein, che furono successivamente elevati al rango di principe ereditario.

## Biografia
Georg Hartmann II nacque nel 1544 da Georg Hartmann I (1513 – 1562) e sua moglie Susanna von Liechtenstein-Steieregg (1523 -1595). 
Il 28 ottobre 1568 sposò la contessa Anna Maria von Ortenburg (n. 1547, d. 16 dicembre 1601). 
La coppia ebbe nove figli, tra cui Carlo I, il primo membro della famiglia ad essere elevato al grado di principe. 
Alla sua morte, Hartmann II lasciò una piccola collezione di dipinti e 230 libri.